# Киев-5 (фотоаппарат)
Ки́ев-5 — малоформатный дальномерный фотоаппарат, выпускавшийся с 1968 по 1973 год на киевском заводе «Арсенал». Разработан на базе фотоаппарата «Киев-4».
Фотоаппарат «Киев-5» имеет изменённый внешний вид, курковый взвод затвора, оснащён экспонометром. Рулетка обратной перемотки размещена на боковой стенке корпуса. Крепление объективов — только наружный байонет Contax-Киев. Представляет коллекционную ценность.

## Технические характеристики
- Тип применяемого фотоматериала — 35-мм перфорированная фотокиноплёнка шириной 35 мм (фотоплёнка типа 135) в стандартных кассетах. Возможно применение специальных двухкорпусных кассет с расходящейся щелью. Размер кадра — 24×36 мм.
- Корпус — из алюминиевого сплава, со съёмной задней стенкой.
- Курковый взвод затвора и перемотки плёнки. Обратная перемотка рулеточного типа (расположена на боковой стенке камеры). Счётчик кадров автоматический самосбрасывающийся при снятии задней стенки. Окно счётчика кадров объединено с окном гальванометра экспонометрического устройства.
- Затвор — механический, с гибкими шторками, собранными из узких металлических звеньев (жалюзи), с вертикальным движением шторок. Скорость движения шторок разная на разных выдержках.
- Выдержки затвора — 1/2, 1/5, 1/10, 1/25, 1/50, 1/125, 1/250, 1/500, 1/1000 сек и «B». Выдержка синхронизации с электронной фотовспышкой — 1/25 сек, с одноразовой — 1/10 сек и более. Устанавливать выдержку рекомендуется при взведённом затворе.
- Кабельный синхроконтакт.
  - После срабатывания фотовспышки затвор должен быть немедленно взведён, так как внутренние контакты оставались в постоянно замкнутом состоянии. Несоблюдение инструкции могло привести к выходу контактов из строя (подгорание), фотовспышка при невзведённом затворе не могла заряжаться.
- Штатный объектив — «Юпитер-8НБ» 2,0/50 или «Гелиос-94» 1,8/50.
  - Разработан особосветосильный объектив «Рекорд-4» 0,8/52, серийно не выпускался.[4]
- Тип крепления объектива — только наружный байонет Contax-Киев.
- Видоискатель оптический, параллаксный, совмещён с дальномером. База дальномера — 60 мм. Кадровые рамки с автоматической коррекцией параллакса, имеется кадровая рамка для телеобъектива с фокусным расстоянием 85 мм.
- Экспонометр — встроенный несопряжённый на селеновом фотоэлементе.
- Механический автоспуск.
- На фотоаппарате установлено штативное гнездо с резьбой 1/4 дюйма.

## Галерея

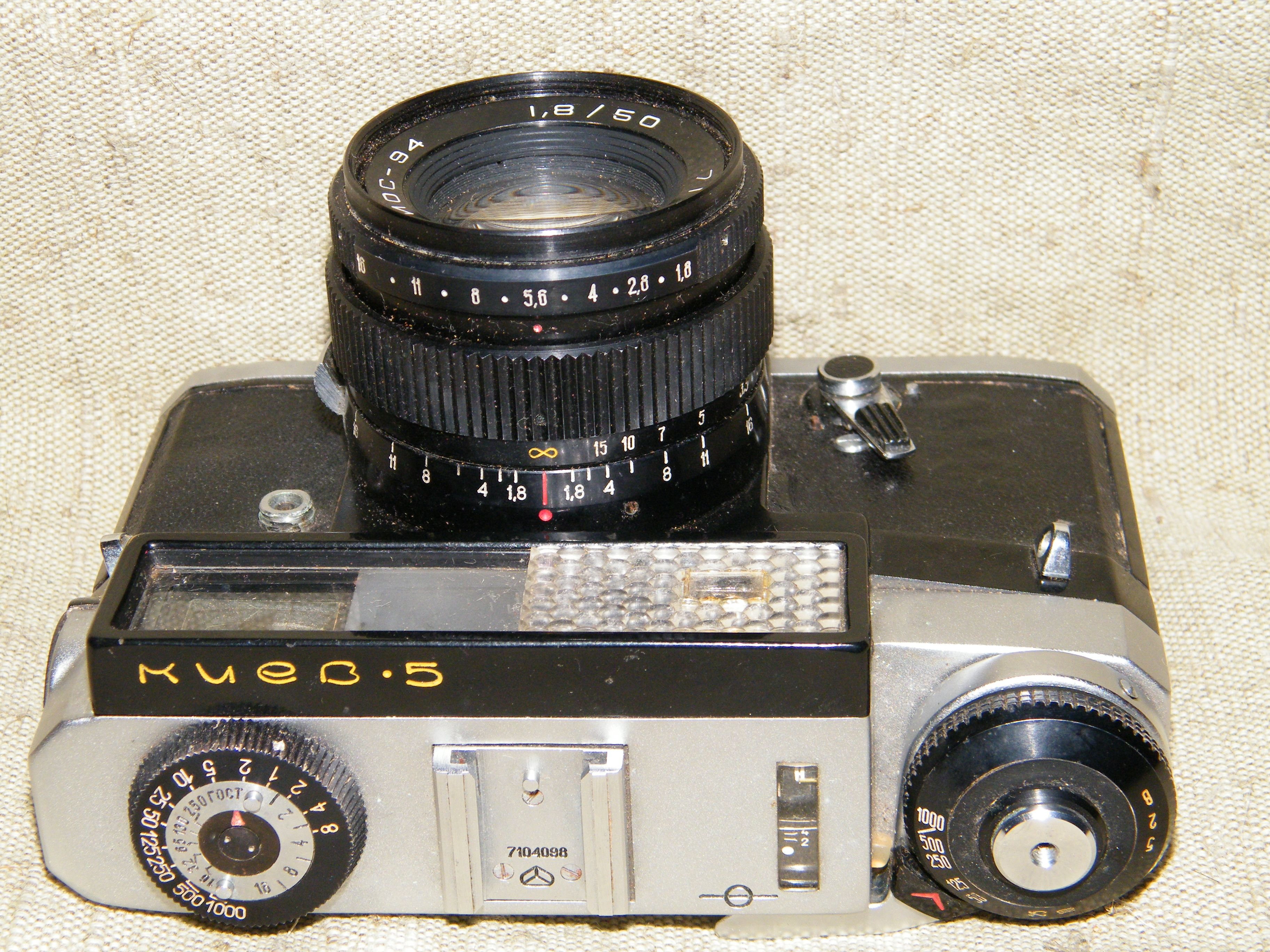
Верхняя панель
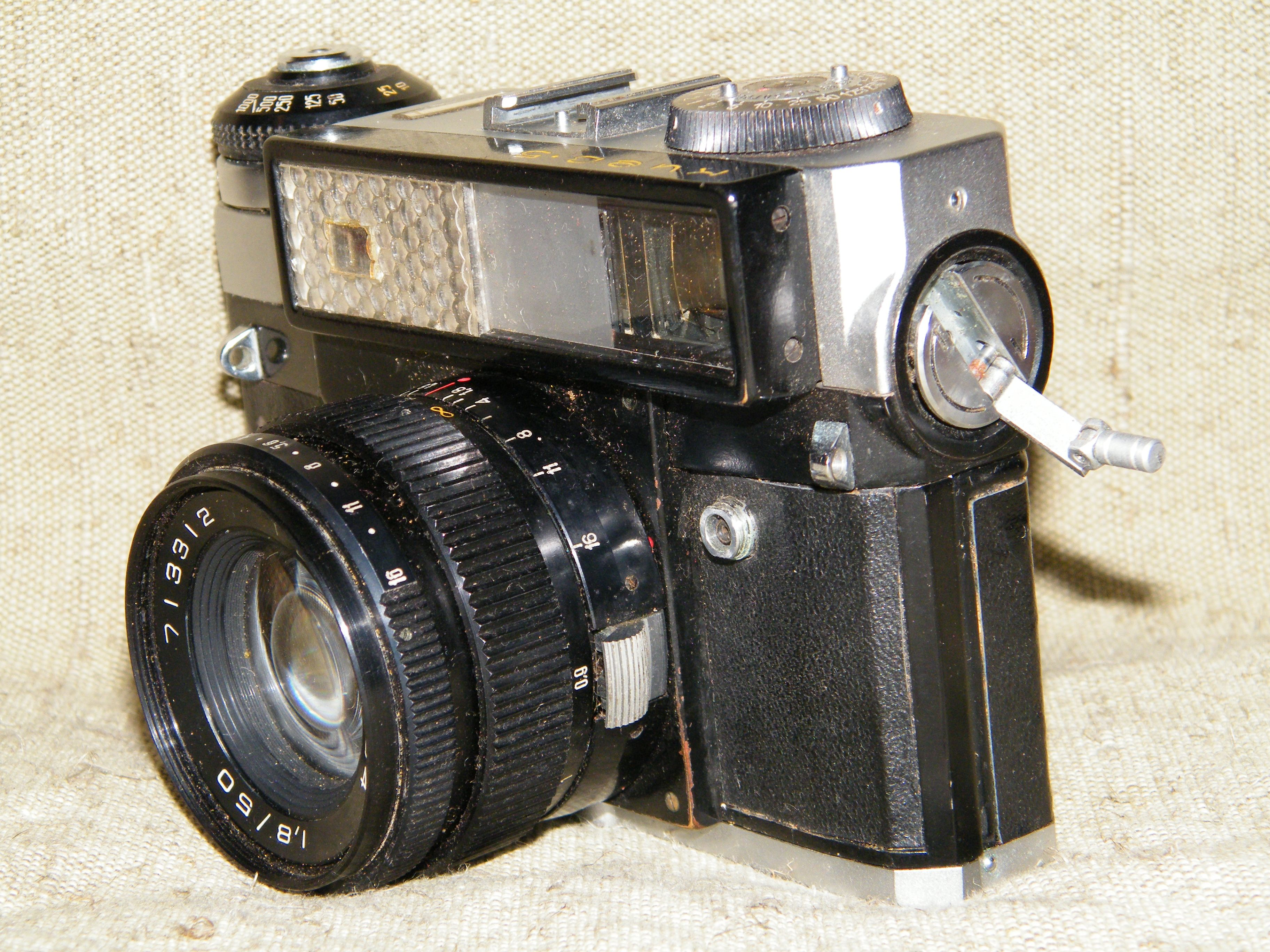
«Рулетка» обратной перемотки плёнки с угловым редуктором
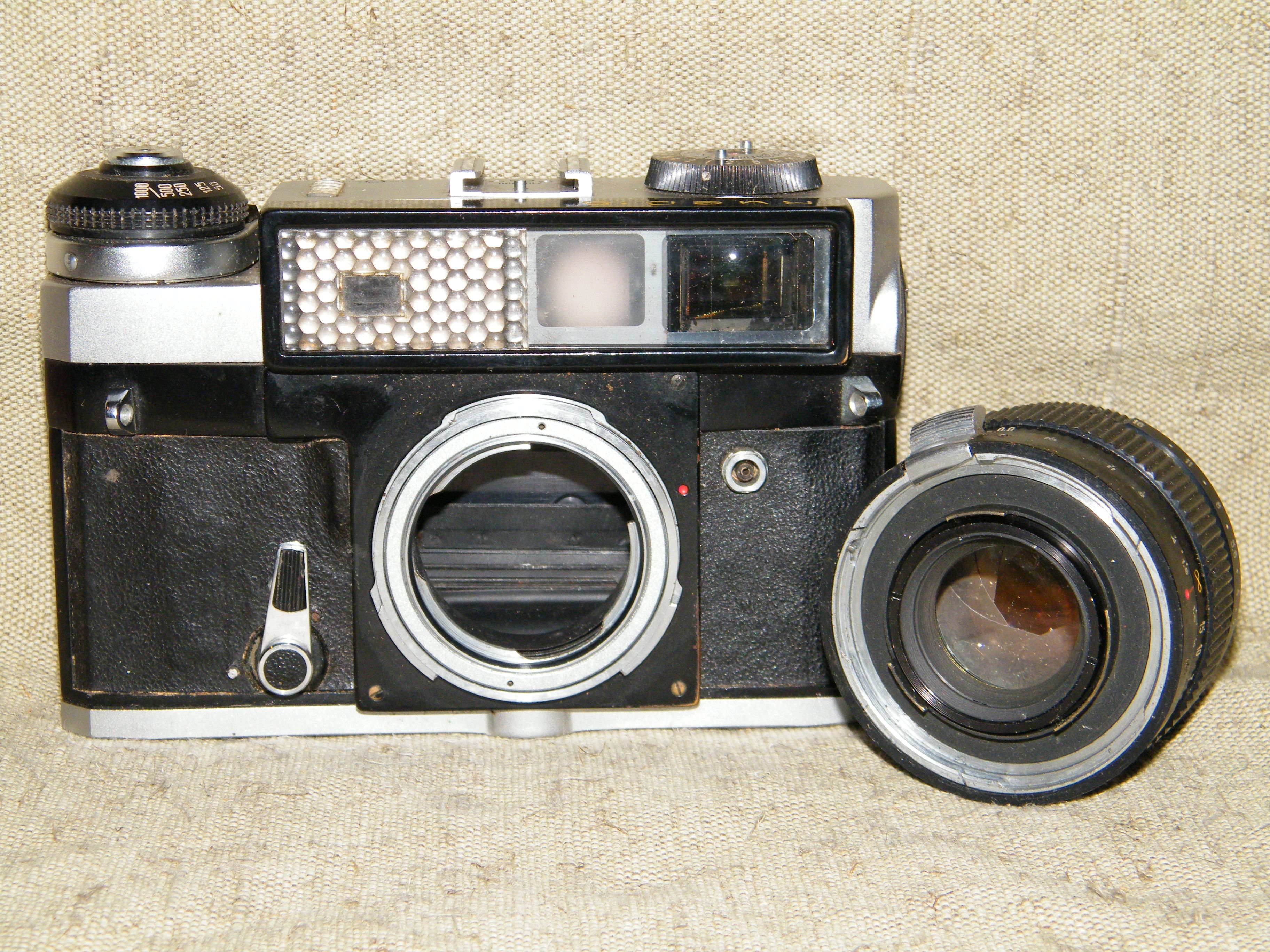
Объектив «Гелиос-94» снят
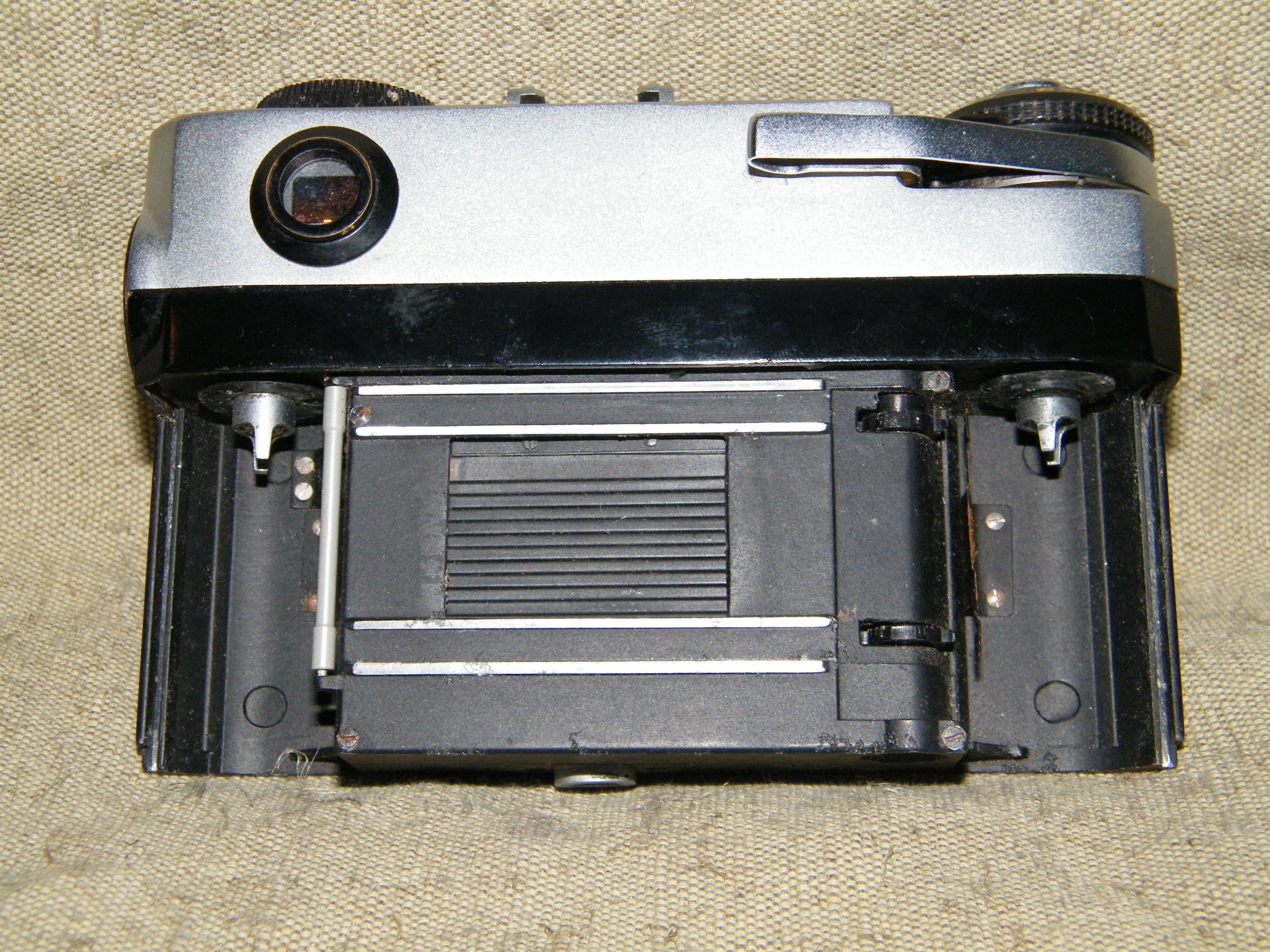
Задняя стенка снята

## Объективы для фотоаппарата «Киев-5»
Крепление всех сменных объективов — только наружный байонет Contax-Киев.
| Модель     | Иллюстрация | Фокусное расстояние | Относительное отверстие | Байонет  | Угол поля зрения объектива | Применение                                                   |
| ---------- | ----------- | ------------------- | ----------------------- | -------- | -------------------------- | ------------------------------------------------------------ |
| Юпитер-12  |             | 35                  | 2,8                     | наружный | 62,5°                      | широкоугольный объектив                                      |
| Юпитер-8НБ |             | 50                  | 2,0                     | наружный | 45°                        | штатный (нормальный объектив)                                |
| Гелиос-94  |             | 50                  | 1,8                     | наружный | 45°                        | штатный (нормальный объектив) Для «Киев-2…-3…-4» непригоден. |
| Юпитер-9   |             | 85                  | 2,0                     | наружный | 28,8°                      | длиннофокусный объектив                                      |
| Юпитер-11  |             | 133                 | 4,0                     | наружный | 18,5°                      | длиннофокусный объектив                                      |